# Tidningstjänst
Tidningstjänst AB (TAB) var ett svenskt företag som hade hand om distribution av morgontidningar och var det sista distributionsbolaget som inte ägdes av en tidningskoncern. Bolaget är Postnords äldsta dotterbolag och bildades 1969 för att skapa konkurrens inom morgontidningsdistribution. Tidningstjänst AB var även delägare i Morgontidig distribution (MTD).
Företaget hade 2019 cirka 2700 tidningsdistributörer som tillsammans delade ut cirka 600 000 tidningsexemplar varje dag. Företagets motto var att leverera "rätt tidning, på rätt plats, i rätt tid".
Företagets verksamhet upphörde 1 november 2024 och verksamheten togs därefter över av Bonway.